# Göran Einarsson
Göran Hilding Einarsson, född 15 februari 1934 i Nora i Örebro län, död 30 oktober 2019 i Nacka i Stockholms län, var en svensk ingenjör.
Einarsson, som var son till sjukkassetjänsteman Einar Johansson och Greta Hultgren, utexaminerades från Kungliga Tekniska högskolan 1959. Han blev Master of science vid Massachusetts Institute of Technology den 30 januari 1962, teknologie licentiat vid Kungliga Tekniska högskolan 1965 och teknologie doktor och docent 1968. Einarsson var den förste att disputera i ämnet teletransmissionsteori (TTT), under handledning av professor Lars H. Zetterberg vid KTH. Han var anställd  vid L.M. Ericssons transmissionsavdelning 1953–1968, professor i teletransmissionsteori vid Lunds tekniska högskola 1968–1990 och vid Kungliga Tekniska högskolan från 1990. Han gick i pension 2001, men fortsatte att vara aktiv som emiritus.